# Ptychadenidae
Ptychadenidae Dubois, 1987 è una famiglia di anfibi anuri diffusa nell'Africa subsahariana.

## Tassonomia
Originariamente descritta come tribù all'interno della famiglia Ranidae (Ptychadenini Dubois, 1987), ed in seguito come sottofamiglia (Ptychadeninae Dubois, 1992) è attualmente riconosciuta come famiglia a sé stante, strettamente imparentata con Ceratobatrachidae, Micrixalidae, Phrynobatrachidae, Petropedetidae, Pyxicephalidae, Dicroglossidae, Mantellidae, Rhacophoridae, Nyctibatrachidae e Ranidae.
Comprende i seguenti generi:
- Hildebrandtia Nieden, 1907 (3 specie)
- Lanzarana Clarke, 1982 (1 specie)
- Ptychadena Boulenger, 1917 (60 specie)